# Euclymene reticulata
Euclymene reticulata är en ringmaskart som beskrevs av Moore 1923. Euclymene reticulata ingår i släktet Euclymene och familjen Maldanidae. Inga underarter finns listade i Catalogue of Life.